# Eduardo Schneeberger
Eduardo Schneeberger Schaefer (Temuco, 27 de enero de 1911 – 27 de diciembre de 1992) fue un futbolista chileno. Jugó de mediocampista (insider) izquierdo. Entre sus características destacó como un jugador eficiente, rendidor y un elegante del fútbol. En su corta carrera solo defendió a Colo-Colo.
Es primo del también futbolista Carlos Schneeberger, por lo que era apodado Montón chico en alusión al apodo de su antecesor.

## Trayectoria
Comenzó la práctica del fútbol en el club Liceo de Temuco, desde donde el año 1930 se trasladó a Santiago a jugar fútbol en el Deutscher Sport-Verein, con un plazo, autoimpuesto, de permanecer solo un año en Santiago, pero al término de este período ingresó a Colo-Colo. 
Jugó en el club albo entre los años 1931 y 1936. Se retiró, abandonando la práctica deportiva a las 26 años de edad, para dedicarse a la actividad agrícola en Vilcún, Provincia de Cautín.
Integró el Combinado del Pacífico, formado por jugadores peruanos, chilenos y un ecuatoriano que efectuó una gira por Europa entre septiembre de 1933 y febrero de 1934.

## Selección nacional
Fue internacional con la selección chilena en el Campeonato Sudamericano 1935 jugando solo ante la selección local, luego de ingresar en el entretiempo. También participó en el Campeonato Sudamericano 1937 en el que jugó los primeros dos encuentros.
Su estadística en la selección fue de 3 partidos.

### Participaciones en el Campeonato Sudamericano
| Torneo                       | Sede      | Resultado    | Partidos |
| ---------------------------- | --------- | ------------ | -------- |
| Campeonato Sudamericano 1935 | Perú      | Cuarto lugar | 1        |
| Campeonato Sudamericano 1937 | Argentina | Quinto lugar | 2        |

## Clubes
| Club      | País  | Año       |
| --------- | ----- | --------- |
| Colo-Colo | Chile | 1931-1936 |